# Kinghamia macrocephala
Kinghamia macrocephala là một loài thực vật có hoa trong họ Cúc. Loài này được (Oliv. & Hiern) C.Jeffrey mô tả khoa học đầu tiên năm 1988.